# Обриета
Обриета, аубриета (лат. Aubrieta) — род цветковых растений семейства Капустные. 
Род назван Мишелем Адансоном в честь Клода Обрие (1651—1742) — французского художника, работавшего в жанре ботанической иллюстрации.
Растения рода Обриета родом из Южной Европы (Южная Франция, Италия, Балканы, Малая Азия) до Ближнего Востока (Иран), выращиваются в садах и альпинариях по всей Европе.

## Ботаническое описание
Это стелющиеся многолетние вечнозелёные травянистые растения, обитающие на скалах и берегах рек. Цветки розового, фиолетового или белого цвета. Листорасположение очерёдное, край листа зубчатый или цельный. Разрастается густым ковром высотой в 10-20 см. Эти растения светолюбивы, предпочитают хорошо дренированные почвы, терпимы к разной кислотности почв, могут расти в полутени и на открытом солнце.

## Виды
По информации базы данных The Plant List, род включает 17 видов:
- Aubrieta anamasica Peșmen & Güner
- Aubrieta canescens (Boiss.) Bornm.
- Aubrieta columnae Guss.
- Aubrieta deltoidea (L.) DC.
- Aubrieta edentula Boiss.
- Aubrieta erubescens Griseb.
- Aubrieta glabrescens Turrill
- Aubrieta gracilis Spruner ex Boiss.
- Aubrieta × hybrida Hausskn.
- Aubrieta libanotica Boiss. & Hohen.
- Aubrieta olympica Boiss.
- Aubrieta parviflora Boiss.
- Aubrieta pinardii Boiss.
- Aubrieta scardica (Wettst.) Gustavsson
- Aubrieta scyria Halácsy
- Aubrieta thessala H.Boissieu
- Aubrieta vulcanica Hayek & Siehe